# Лейнський театр
Лейнський театр, у місті Вільямсбург, у штаті Кентуккі, знаходиться за адресою 508 Мейн Стріт. Це будинок у стилі ар-деко, який був побудований у 1948 році. Він був занесений до Національного реєстру історичних місць у 2004 році
Рівень першого поверху фасаду «покритий жовтими та коричневими горизонтальними смугастими панелями з емальованого металу, а точніше хромом»; вгорі фасад «облицьований вертикальними жовто-коричневими смугастими панелями з емальованого металу, що оточують вікна скляного блоку другого поверху»